# Torre del Salvador
La Torre della chiesa di San Salvador (in spagnolo: Torre de la Iglesia de San Salvador) è un campanile in stile mudéjar aragonese che si trova a Teruel, in Spagna.

## Descrizione
Si ritiene che la torre sia stata costruita nel XIV secolo durante il regno d'Aragona, quando la popolazione musulmana viveva ancora in città grazie ai fueros di Alfonso II.
La torre ha una forma e una decorazione simile alla Torre di San Martín e, come questa, riprende la struttura del minareto almohade con due torri quadrate concentriche collegate da scale interne. La torre interna è a tre piani sovrapposti coperti con una volta a crociera e in cima si trova il campanile con archi a sesto acuto. La decorazione è dominata da archi mistilinei, sebka e ceramiche smaltate di colore verde e bianco.
Le sue tre sale interne, così come il campanile e il belvedere, ospitano il Centro di Interpretazione dell'Architettura Mudejar di Teruel.
Dichiarata nel 1911 Bien de Interés Cultural, è stata inserita nel 1986 tra i Patrimoni dell'umanità dell'UNESCO come esempio dell'architettura mudéjar d'Aragona.
La torre è inoltre raffigurata sui 2 euro commemorativi emessi nel 2020.